# Корегино
Корегино — деревня в городском округе город Шарья Костромской области России.

## География
Деревня находится в восточной части Костромской области, в пределах Ветлужско-Унженской низменности, в подзоне южной тайги, к востоку от реки Ветлуги, у северной окраины города Шарьи, административного центра округа. Абсолютная высота — 120 метров над уровнем моря.

### Климат
Климат характеризуется как умеренно континентальный, с холодной снежной зимой и относительно тёплым летом. Среднегодовая температура воздуха — 2,2 °C. Средняя температура воздуха самого холодного месяца (января) — −13,3 °C (абсолютный минимум — −44 °C); самого тёплого месяца (июля) — 17,9 °C (абсолютный максимум — 36 °С). Годовое количество атмосферных осадков — 556 мм, из которых большая часть выпадает в тёплый период. Продолжительность вегетационного периода составляет 120—125 дней.

### Часовой пояс
Деревня Корегино, как и вся Костромская область, находится в часовой зоне МСК (московское время). Смещение применяемого времени относительно UTC составляет +3:00.

## Население
| 2008 | 2010 |
| ---- | ---- |
| 203  | ↘196 |

### Национальный состав
Согласно результатам переписи 2002 года, в национальной структуре населения русские составляли 91 % из 245 чел.